# Contea di Lingshi
La contea di Lingshi (灵石县S, Língshí XiànP) è una contea della Cina, situata nella provincia dello Shanxi e amministrata dalla prefettura di Jinzhong.